# Ця книга любить тебе
«Ця книга любить тебе» (англ. This Book Loves You) — пародія на книги з саморозвитку шведського відеоблогера PewDiePie, випущена 20 жовтня 2015 року видавництвом Penguin Group. У книгу увійшли різноманітні афоризми, жарти і мудрості, оформлені у вигляді ілюстрацій. Книга доступна як в паперовому, так і в електронному форматі. 

## Зміст
Паперове видання книги містить близько 240 ілюстрованих сторінок з пародійними цитатами, вона є «книгой для журнального столика».

## Створення
PewDiePie заявив, що ідею для написання книги йому підказали його прихильники «Твіттеру». PewDiePie опублікував пародію на надихаючу цитату у соціальних мережах, на яку його шанувальники відреагували тим, що розмістили те, що він сказав, у вигляді кумедних картинок. Він заявив, що це був момент, коли все почалося, так як він хотів зробити щось більше з цієї ідеї. Він також заявив, що це буде відмінний шанс встановити контакт зі своєю аудиторією новим способом.

## Сприйняття
«Ця книга любить тебе» стала бестселером за версією The New York Times і залишалася у списку протягом тижня. Організація Common Sense Media оцінила книгу в три зірки, написавши, що «нахабні, нещирі поради в один рядок і їх кольорові ілюстрації обов'язково сподобаються мільйонам послідовників PewDiePie»[неавторитетне джерело].